# ヴァルダル地方
座標: 北緯41度26分30秒 東経22度02分44秒 / 北緯41.44167度 東経22.04556度
ヴァルダル地方(Вардарски регион)は北マケドニア(Република Македонија)の8つの地方の1つ。

## 概要
南でギリシャに接する。
国内では、ペラゴニア地方、南西部地方、スコピエ地方、南東部地方、東部地方に接する。
地方内を流れるヴァルダル川に由来する。
最も平坦な地方である。
2014年の人口は約15.3万人。

## 民族

ヴァルダル地方の民族分布

## 自治体

ヴァルダル地方の自治体

ヴァルダル地方は7つの自治体に分かれる。
- チャシュカ（英語版）
- デミル・カピヤ（英語版）
- グラドスコ（英語版）
- カヴァダルツィ（英語版）
- ネゴティノ（英語版）
- ロソマン（英語版）
- ヴェレス